# José Hernández Delgadillo

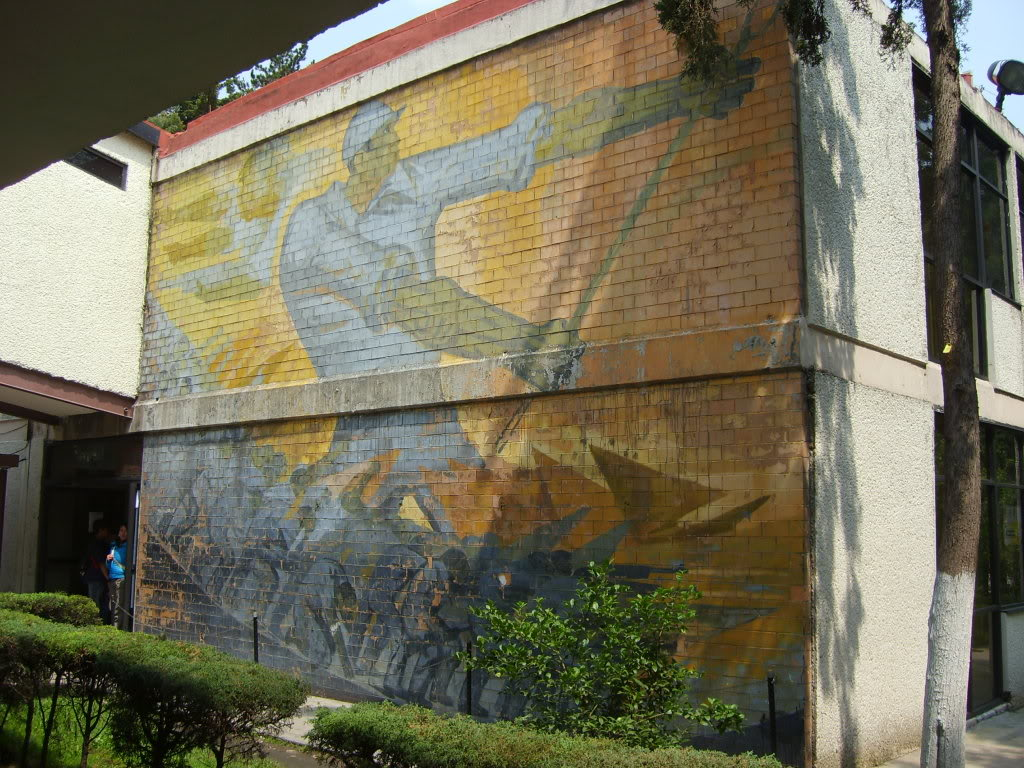
Mural de José Hernández Delgadillo en la Escuela Superior de Economía, del IPN.

José Hernández Delgadillo (Tepeapulco, 1927 - 26 de diciembre de 2000) fue un artista mexicano.

## Biografía
Su padre, Francisco Hernández Islas, aprendiz de peletero a los 13 años, fue raptado durante la Revolución mexicana de 1910 por un batallón aliado a los Zapatistas y en dos año. Francisco se casó con María de la Paz Delgadillo, cuyos padres eran terratenientes en el estado de Tepeapulco, Hidalgo. A pesar de que perdieron la posesión de su hacienda durante la Revolución, Delgadillo recuerda en sus Notas Autobiográficas sus desoladores murales representando la vida diaria local con los peones dibujados más pequeños que el amo. La gran casona donde vivió hasta los siete años también estaba decorada con murales que él describe como “muy hermosos”. El arte con el que creció rodeado, hizo una clara mella en él. De su padre obtuvo un fuerte sentido de la justicia, decía, y de su madre, que pintaba ocasionalmente, el amor por el arte y la literatura. De niño, Delgadillo acompañaba a su padre a trabajar en el campo y a cazar en la montaña, mezclado con los trabajadores y sus hijos, ellos recolectaban el maguey a la fermentadora que tenía su padre para preparar el pulque. Ellos fueron los protagonistas de sus primeras pinturas. El artista en ciernes también fue atraído a la política por uno de sus maestros en la escuela primaria. El chico leía los periódicos a diario, absorbido por la llegada de la Segunda Guerra Mundial, desarrolló una temprana hostilidad hacia el imperialismo y los Estados Unidos. Esta información acerca de sus primeros años se ha obtenido principalmente de sus Notas Autobiográficas, transcritas por el escritor Benito Balam en 1981 y traducidas por Catalina Sherwell Hand en 2003. 
Fue miembro del Grupo Cultural Maíz Rebelde, con artistas como José de Molina, Roberto López Moreno, Carmen de la Fuente, José Tlatelpas, Leopoldo Ayala, Yamilé Paz Paredez, Pedro Damían, Cristina Gómez, el grupo Los Nakos, Mario Ramírez, Benito Balam y Francisco Segura, entre muchos otros. José Hernández Delgadillo fue nominado precandidato a la Presidencia de la República por el partido socialista en las elecciones de 1987. 
Posteriormente, el Partido Mexicano Socialista (PMS), de la izquierda opositora al PRI (el Partido Revolucionario Institucional), que gobernó México desde 1929, terminó escogiendo a Cuauhtémoc Cárdenas, quien había desertado del PRI. Este no era para nada un socialista sino un “demócrata progresista”, como lo describía Delgadillo, pero eso era suficiente para el pintor y este dedicó su talento como muralista a la candidatura de Cárdenas. Fue invitado por el escritor José Tlatelpas para formar parte de Asesoría Plural, desde donde brindó asesoría política y publicitaria a la campaña de Cárdenas a la presidencia. La noche de la elección, se “permitió” que las computadoras que contaban los votos se “apagarán” (se cayó el sistema). Ocho días después el candidato del PRI, Carlos Salinas de Gortari, fue declarado ganador con el 50.7% de los votos. Como los millones de personas que protestaron en las calles, Delgadillo creía que Cárdenas había ganado la elección. Debido a que el PRI tenía todas las posiciones del poder del estado, Cárdenas cedió el triunfo con el objeto de preservar la paz. Delgadillo pensaba que esa decisión era un error gigantesco.
Delgadillo fue seleccionado como precandidato ya que había trabajado con los desposeídos a lo largo de todo México — cooperativas y uniones campesinas independientes del PRI, así como estudiantes universitarios, politécnicos y de secundaria quienes han sido tradicionalmente una fuente de activismo democrático y socialista. Buscó darles una voz, no solo participando en sus planes sino también inmiscuyéndolos en sus trabajos, pintando grandes e insolentes consignas en las bardas – como gráficas dentro y fuera de sus auditorios y salones de clase, a lo largo de las principales carreteras, incluso en una granja. Desde 1969 se absorbió en la creación de estos trabajos de arte político — murales y esculturas monumentales — y logró más de 200 de ellas antes de su muerte. Lo más llamativo en estas obras es que no solo son propaganda, que lo son en el mejor sentido de la palabra, sino que son un arte poderoso, enmarcadas no solo en la tradición del Realismo Social sino también en el diseño Azteca y Maya y, por supuesto, en la pasión de su gran corazón.
Uno de sus maestros de escuela lo animó a inscribirse en una escuela normal rural para llegar a ser maestro él también. En ella estudió al lado de hijos de campesinos, quienes influyeron en él grandemente al realizar las labores de la granja junto con ellos. Otro profesor lo introdujo al Partido Comunista Mexicano al cual se incorporó posteriormente. Pero afirmaba que en aquella época, no entendía las banderas rojas con las hoces y martillos pintadas en los murales de una capilla convertida en auditorio en una hacienda cercana. Su talento fue descubierto por un profesor de biología cuando, al no poner atención a la clase, tuvo que enseñarle el dibujo que estaba hacienda del propio maestro. Como resultado se le nombró ilustrador del periódico escolar. De aquella época, él mismo ha descrito cómo apenas salvo la vida durante un tiroteo cuando unos esbirros del partido en el poder atacaron la oficina de un candidato rival. Eso fue en 1940 y representa su primer encuentro con la violencia política del país.
Fueron las copias que hacía de los carteles de las corridas, lo que atrajo la atención de un conocido matador sobre el artista en 1945 (Delgadillo también había toreado en alguna ocasión). El matador ofreció llevarlo a la Ciudad de México y lo presentó al reconocido pintor Carlos Ruano Llopis. Éste envió al joven con un discípulo suyo, Antonio Navarrete Trejo, del cual se convirtió a su vez en aprendiz, desarrollando con él las técnicas de dibujo y óleo. Mientras tanto, se sostenía llevando las cuentas en una tienda de abasto y haciendo alguna peletería o alfarería para particulares. Visitando museos y exposiciones descubrió a los “Tres Grandes”, de los cuales prefirió a Orozco frente a Rivera o Siqueiros. Pintaba trabajadores y paisajes así como retratos que vendía a hombres de negocios y amigos de tal modo que pronto fue posible para él vivir de sus pinturas. Tuvo su primera exposición individual en 1954, al año siguiente se inscribió en “La Esmeralda” (La Escuela Nacional de Pintura, Escultura y Grabado), estudiando con Pablo O’Higgins e Ignacio Aguirre, a quienes veía como grandes maestros. O’Higgins había llegado a México desde los Estados Unidos en los años veinte para hacer murales con Rivera y llegó a ser una de las grandes figuras de la segunda generación de muralistas mexicanos y artistas gráficos del “Taller de Gráfica Popular”. Es a O’Higgins que Delgadillo concede el crédito de haberle enseñado la técnica del fresco, esto es, pintar en el recubrimiento fresco de una pared de tal modo que el pigmento se vuelva parte de la pared misma.
Delgadillo realizó su primer mural en 1936 como parte de su entrenamiento. Esto fue justo en frente de La Esmeralda, en la Escuela Primaria Niños Héroes. En aquellos días cada edificio público debía tener un mural y, realizar uno, era parte frecuente del entrenamiento de todo estudiante de arte. El de Delgadillo fue un fresco tradicional enfrente de un patio abierto. A la manera de los monumentales murales de Orozco en el patio de la Escuela Nacional Preparatoria, presenta una marcha de indígenas con sus vestimentas tradicionales recorriendo un pueblo con una manta que exige justicia y escuelas. Delgadillo decía que representa a un joven cuyo padre fue asesinado violentamente en el campo, alejándose de su madre par air a la escuela. El mural resultó dañado durante el terremoto de 1985 y las fisuras fueron rellenadas con yeso sin pintar. Orozco permaneció como una fuerte influencia en el trabajo de Delgadillo posterior a 1968, sin embargo son el tema y el estilo plasmados por el viejo artista en su expresionista “Hombre de Fuego”, los que más lo inspirarían, en lugar de las tempranas formas sólidas que el joven admirador tomó como modelo en este mural.
El maestro Hernández Delgadillo fue Secretario de Cultura del partido político MRP (Movimiento Revolucionario del Pueblo), miembro del Consejo Directivo del Salón de la Plástica Mexicana, uno de los fundadores del Consejo Mundial de Artistas Visuales (COMAV), fundador del MRP, PMS (Partido Mexicano Socialista) y del PRD (Partido de la Revolución Democrática), organizador del Homenaje a José Clemente Orozco en su centenario y del Encuentro Mundial de Arte Público y Muralismo.
Entre 1956 y 1961, Delgadillo trabajó en una oficina haciendo dibujo arquitectural y de ingeniería para el Gobierno del Distrito Federal, así fue como participó en el diseño del Mercado Central de la Merced y en el de Jamaica, de esa ciudad capital. Esta experiencia de dibujante así como su original determinación de dominar el dibujo académico de la figura humana fueron capacidades importantes que pudo explotar posteriormente. Mientras tanto, en La Esmeralda pudo comenzar a dibujar más libremente, admirando no sólo el trabajo de Orozco, sino también el de Siqueiros y Picasso. En 1959 y 1960 recibió comisiones públicas para realizar esculturas de alto relieve en concreto para la arena de la Ciudad Deportiva Magdalena Mixhuca, y ahí diseñó un símbolo de 25 metros de altura del libro de la justicia así como varios murales en los pabellones. Por ese entonces ya había decidido utilizar como seudónimo el apellido de su madre, en lugar del de su padre ya que, cómo él decía, “Delgadillo” es menos común que “Hernández”.
El artista político falleció el 26 de diciembre de 2000.